# Home Town (Lied)
Home Town (dt. Heimatstadt) ist ein Lied von Joe Jackson, das 1986 auf seinem Album Big World erschien und als zweite Single ausgekoppelt wurde. Obwohl der Song keinen Erfolg in den Charts hatte, wurde er von der Kritik positiv aufgenommen.

## Hintergrund
Home Town beschreibt die Sehnsucht nach der eigenen Heimatstadt. Jackson sagte über den Song: „Home Town war eine bewusste Übung, einen nostalgischen Song zu schreiben. Das ist etwas, dem ich sonst nicht oft nachgebe.“
Im Text des Liedes singt Jackson aus der Perspektive eines Stadtmenschen, der sich danach sehnt, sein komplexes Leben zu verlassen und in das einfache Leben der Kindheit zurückzukehren, obwohl er weiß, dass das nicht funktioniert:

„Jetzt pflüge ich durch Berge

von Rechnungen, Quittungen und Kreditkarten

und Tickets und die Daily News

und manchmal möchte ich

Zurück in meine Heimatstadt

Obwohl ich weiß, dass es nie mehr dasselbe sein wird“

Das Lied hat eine bemerkenswerte Gitarrenbegleitung. Jackson beschrieb den Song Dave seines Albums Fool (2019) als „ähnlich wie Home Town“.

## Rezeption
AllMusic zählte das „nachdenkliche Home Town“ zu „den besten Momenten“ des Albums. Record Mirror den Song als „nachdenklichen, gitarrenbasierten Song, der durchweg unaufdringlich ist.“ Die Manchester Evening News lobte ihn als „einen weiteren Gewinner von Big World - eines der aufregendsten Alben des Jahres“ und bemerkte die „einfache, twangige, spärliche Untermalung für einen typisch nachdenklich stimmenden Text“.
Der Song wurde auf Platz acht der Ultimate Classic Rock-Liste der Top 10 Joe Jackson Songs gesetzt, die ihn wie folgt kommentierte: „Die nostalgische Anziehungskraft der Kindheit, besonders wenn die Komplexität des Erwachsenseins einsetzt, ist universell.“

## Besetzung
- Joe Jackson – Gesang
- Vinnie Zummo – E-Gitarre, Hintergrundgesang
- Rick Ford – E-Bass, Hintergrundgesang
- Gary Burke – Schlagzeug